# یواس‌سی‌جی‌سی پونچاترین (دبلیواچ‌ئی‌سی-۷۰)
یواس‌سی‌جی‌سی پونچاترین (دبلیواچ‌ئی‌سی-۷۰) (به انگلیسی: USCGC Pontchartrain (WHEC-70)) یک کشتی بود که طول آن 254’oa; 245’bp بود.